# Asaphomyia
Asaphomyia là một chi ruồi ngựa trong họ Tabanidae. Chi này có 2 loài:
- A. floridensis Pechuman, 1974
- A. texensis Stone, 1953

Danh sách này không đầy đủ, bạn cũng có thể giúp mở rộng danh sách.